# Eva Brunne

## Biographie
Gerd Eva Cecilia Brunne est la fille d'une assistante de direction et d'un agent commercial. Enfant, elle pratique le tennis de table et l'athlétisme. Adolescente, elle fréquente les mouvements de jeunes de l'Église de Suède. Après ses études secondaires, elle commence des études de théologie à l'université de Lund. Elle entre à cette époque au Mouvement des étudiants chrétiens, classé comme proche de l'extrême gauche et féministe. À dix-neuf ans, elle découvre sa vocation et son homosexualité ; les réactions de son entourage sont positives, à son grand étonnement[réf. nécessaire]. Quelques années plus tard, elle entre au Parti social-démocrate.
Pasteur en 1978, elle commence son ministère dans le diocèse de Lund, à Karlskrona. En 1980, elle devient secrétaire général du Mouvement des étudiants chrétiens, et s'installe à Stockholm ; jusqu'en 1990, elle est également aumônier de l'université et conseiller de l'évêque. Elle est ensuite vicaire à Sundbyberg et Flemingsberg. En 2000, elle est nommée à la tête du doyenné de Huddinge and Botkyrka, où elle reste jusqu'en 2006.
En mai 2009 elle est élue évêque du diocèse luthérien de Stockholm par 413 voix contre 365. Elle est ordonnée dans la cathédrale d'Uppsala par Anders Wejryd, archevêque d'Uppsala, le 8 novembre 2009 ; le roi Charles XVI Gustave et la reine Silvia assistent à la cérémonie. Cinq évêques anglicans, dont l'archevêque de Cantorbéry, Rowan Williams, déclinent l'invitation, ainsi que les représentants de la Fédération luthérienne mondiale et les Églises d'Islande, d'Estonie, de Lettonie et de Lituanie.
Eva Brunne est la cinquième femme évêque en Suède - elle succède d'ailleurs à une autre femme, Caroline Krook - mais la première femme évêque lesbienne. Elle compte quelques opposants dont le prêtre Ulf Ekman qui refuse l'ordination sacerdotale des femmes.
Elle vit à Stockholm avec sa compagne, la prêtre suédoise Gunilla Lindén, qui a porté leur enfant, un garçon, né en 2006.

## Sources
- (sv) Cet article est partiellement ou en totalité issu de l’article de Wikipédia en suédois intitulé « Eva Brunne » (voir la liste des auteurs).

- (en) Cet article est partiellement ou en totalité issu de l’article de Wikipédia en anglais intitulé « Eva Brunne » (voir la liste des auteurs).
- Le Monde Magazine, 31 juillet 2010, pp. 26–27